# MW (Manga)
MW (gesprochen Mu) ist eine Mangaserie von Osamu Tezuka, die von 1976 bis 1978 in Japan erschien. Der Thriller wurde in mehrere Sprachen übersetzt und 2009 als Kinofilm adaptiert.

## Inhalt
Der katholische Priester Yūtarō Garai und der junge, charismatische Bankangestellte Michio Yūki sind mehrfach auf besondere Weise miteinander verbunden: nicht nur pflegen sie eine heimliche Liebe, Garai wird auch immer wieder unfreiwillig zum Komplizen in Yūkis ausgeklügelten Verbrechen, die er im Verborgenen verübt. Dem Priester bereitet seine Komplizenschaft, aber auch die Liebe zu einem anderen Mann, zunehmend moralische Qualen. Das Schicksal der beiden ist verbunden, seit sie gemeinsam einen Giftgasunfall auf der Insel Okino Mafune nahe Okinawa überlebt haben. Ende der 1960er Jahre kam Garai mit einer Bande auf die Insel, die sich hier ein leichtes Leben machen wollten. Als Yūki, Spross einer reichen Kabuki-Schauspieler-Familie, auf die Insel kam, entführten sie ihn. Garai wurde mit der Bewachung Yūkis in einer Höhle betraut. Der jugendliche Garai fühlte sich zu dem Jungen hingezogen. Als sie am nächsten Tag zurück ins Dorf kamen, waren alle Bewohner und auch die Bande grausam am Giftgas MW gestorben, das aus einer amerikanischen Militärbasis ausgeströmt war. Auch Yūki setzte das Gas noch zu, ehe sie beide von der Insel flüchteten. Das Militär und die japanische Regierung haben den Vorfall daraufhin vertuscht. Jahre später hat sich Yūki nicht nur eine Banker-Karriere aufgebaut, sondern begeht auch immer gewagtere und brutalere Verbrechen, in denen er diejenigen ins Visier nimmt, die in den Vorfall auf der Insel verwickelt sind.
Bald nimmt Yūki den Filialleiter seiner Bank und seine Familie ins Visier und ermordet dessen Tochter. Er täuscht eine Entführung vor und raubt schließlich, als eben jede Tochter verkleidet, die Bank aus. Garai lässt er glauben, die Frau versehentlich getötet zu haben, als er es auf Yūki abgesehen hatte, sodass der Priester durch die Komplizenschaft noch enger an ihn gebunden wird und Yūki bei seinen Taten hilft. Das Vertrauen des Filialleiters ausnutzend, während dieser durch die Ereignisse zu immer weniger selbst zu tun in der Lage ist, gelangt Yūki in den Unterstützerkreis des von Korruptionsskandalen umgebenen Abgeordneten Eikaku Nakata. Dieser war für die Vertuschung des Giftgasunfalls verantwortlich. Viele seiner jetzigen Unterstützer halfen ihm dabei und bilden nun eine verschworene Gemeinschaft. Zur gleichen Zeit kommt der in der Mordserie ermittelnde Staatsanwalt Meguro Yūki auf die Spur, hat jedoch keine Beweise. Und die Garai besuchende Sumiko Taniguchi, die erste der er als Priester beistand, wird von Yūki verführt. Die Sorge um sie lässt Garai Yūki umso mehr hassen, ohne dass er ihn aufgeben kann. Dann entführt Yūki mit Unterstützung von radikalen Studenten einen Bauunternehmer, der in die Vertuschungen auf Okino Mafune verwickelt ist. Er reist auf die Insel, wo er Garai trifft. Unter Folter erfahren sie von dem Unternehmer, wohin das Giftgas gebracht wurde. Doch beim Versteck angekommen finden sie nur leere Behälter. Auf der Rückfahrt erfährt Garai von Yūki, dass der es nicht auf Rache an den Tätern abgesehen hat. Er will das Giftgas selbst einsetzen, um möglichst viele Menschen zu töten.
Zurück von der Reise gibt Garai Informationen über den Giftgasunfall an die Presse weiter. Er will sie öffentlich machen, um Yūki aufzuhalten. Während die Veröffentlichungen einen öffentlichen Aufschrei und einen weiteren Skandal um Nakata verursachen, will Yūki seinen Plan voranbringen. Er will Nakatas Tochter heiraten. Durch sie und Nakata kommt er schließlich in Kontakt mit dem Kommandanten des amerikanischen Stützpunkts in Tokio. Hier wird tatsächlich das MW aufbewahrt. Er verführt den Kommandanten und seine Frau, um sie bei nächster Gelegenheit für den Zutritt zum Stützpunkt auszunutzen. Mit dem General als Geisel und einem eigens aus der Haft in den USA befreiten Safeknacker dringt Yūki in das Lager mit dem MW ein. Mit einer Probe des Gases und Geiseln, darunter Garai und die Kinder des Generals, kann er in einem Flugzeug fliehen. Doch beim Wechsel in einen anderen Flieger gelingt es, Yūkis fast gleich aussehenden Bruder hineinzuschleusen und mit seiner Hilfe das Gas zu entwenden. Er wird erschossen und die Verbrechen haben ein Ende.

## Entstehung und Analyse
Den Manga schuf Tezuka während einer Zeit großer Proteste gegen die amerikanische Militärpräsenz in Japan in Folge des Vietnamkriegs. Der als Auslöser der Geschichte wirkende Giftgasunfall verweist auf einen tatsächlich 1969 auf Okinawa geschehenen Zwischenfall auf einer US-Militärbasis. Der Titel MW steht für das Giftgas. Jaqueline Berndt deutet die Abkürzung mehrfach: als „Mad Weapon“, als „Monster Way“, den Michio Yūki eingeschlagenen hat, und als „Man wird zu Woman“, da das Schlüpfen in die Rolle des anderen Geschlechts oft zu den Methoden seiner Verbrechen gehört. Er sei Soziopath und Gestaltwandler, was mit seinem schauspielerischen Erbe und seiner Bisexualität begründet werde. Insgesamt sei die Geschichte von Gewalt und Gewinnstreben, von Auswegslosigkeit aus einer schlechten Gesellschaft geprägt. Zu deren umfassenden Unsittlichkeit zähle auch Homosexualität, die in der Beziehung zwischen Yuki und Garai als exemplarisches Übel und im Gefolge von Pädophilie daherkomme. Die Figur des Politikers Eikaku Nakata sei an den in einen Schmiergeldskandal verwickelten Tanaka Kakuei angelehnt. Jugendliche Terroristen treten auf, die an die RAF im Japan der 1970er Jahre erinnern. Staatsanwalt Meguro sei an Porfirij aus Schuld und Sühne angelehnt, dessen Protagonist Raskolnikow eine Kultfigur der radikalen japanischen Studenten war. Neben den für die Geschichte geschaffenen Hauptfiguren treten in Nebenrollen einige Figuren auf, die Tezukas Star-System entspringen – Figuren, die in ähnlichen Rollen immer wieder in seinen Werken auftauchen. Und auch die für Tezuka typischen cartoonesken Übertreibungen und eingestreuter grafischer Humor haben ihren Platz in der Geschichte.
In Zeichnungen und Erzählweise ist der Manga typisch für Tezuka. In den Bildern wechseln sich detaillierte und stilisierte Darstellungen ab. Der Erzählfluss ist vom Wechsel von einem Panel zum anderen geprägt, mit teils starken Brüchen in der Inszenierung, weniger vom Aufbau und Wechselspiel ganzer Seiten und Doppelseiten. Es herrschten „klare Verhältnisse zwischen Sehen und Gesehenwerden, subjektiver und objektiver Perspektive“, so Jaqueline Berndt.

## Veröffentlichung
Die Serie erschien zunächst von September 1976 bis Januar 1978 im Magazin Big Comic bei Shogakukan. Der Verlag brachte die Kapitel danach in drei Sammelbänden heraus. Bei Kodansha erschien 1993 eine Neuauflage im Rahmen der Tezuka Collection.
Auf Deutsch erschien der Manga im Februar 2022 als MW Deluxe in einem Hardcover-Band beim Carlsen Verlag. Die Übersetzung der in westliche Leserichtung gespiegelten deutschen Fassung stammt von John Schmitt-Weigand. Bei Vertical erschien eine englische Fassung, bei Editions Tonkam eine französische und bei Planeta DeAgostini eine spanische. Auf Italienisch erschien der Manga bei Hazard und J-Pop, auf Niederländisch bei Luitingh und auf Chinesisch bei Taiwan Tohan.

## Verfilmung
Eine Realverfilmung kam am 4. Juli 2009 in die japanischen Kinos. Der Film unter dem Titel MW entstand unter der Regie von Hitoshi Iwamoto und die Hauptrollen übernahmen Hiroshi Tamaki (Michio Yūki) und Takayuki Yamada (Yūtarō Garai).

## Rezeption
Im Tagesspiegel schreibt Sabine Scholz, MW sei „mit Bezugnahmen auf die Diskriminierung Homosexueller, linksradikale Studentengruppen zu Zeiten des Vietnamkrieges und das reale Nervengasunglück auf Okinawa 1969 […] ein herausragender Vertreter des Gekiga-Genres“. Sie beschreibt den Manga als „komplexen, oft stark überzeichneten und überstürzten Psychothriller über Schuld und Sühne, Religion und Sünde sowie eine von Gewissenlosigkeit und Verlogenheit durchsetzte Gesellschaft mit widersprüchlichen, amoralischen Protagonisten“. Der ausdrucksstarke Zeichenstil sei „weniger disneyartig und mehr realitätsorientiert“ als in den Frühwerken Tezukas, dennoch komme die Geschichte nicht ohne humoristische Darstellungen aus und manche Sexszene drifte ins absurd Grotestke ab. Die Spiegelung der Seiten in der deutschen Ausgabe störe bisweilen den Lesefluss in den filmisch inszenierten Seiten. Nigel Fletcher schreibt, „Tezuka erzählt einen äußerst komplexen Krimi, in dem er die Figuren so differenziert zeichnet, daß der Leser für Yuki trotz seiner Taten nicht nur Verständnis, sondern sogar Sympathie empfinden kann“.